# Chétopse bridé
Chaetops frenatus
Espèce
Statut de conservation UICN

 NT  : Quasi menacé
Le Chétopse bridé (Chaetops frenatus) est une espèce de passereaux de la famille des Chaetopidae.